# Jianshui

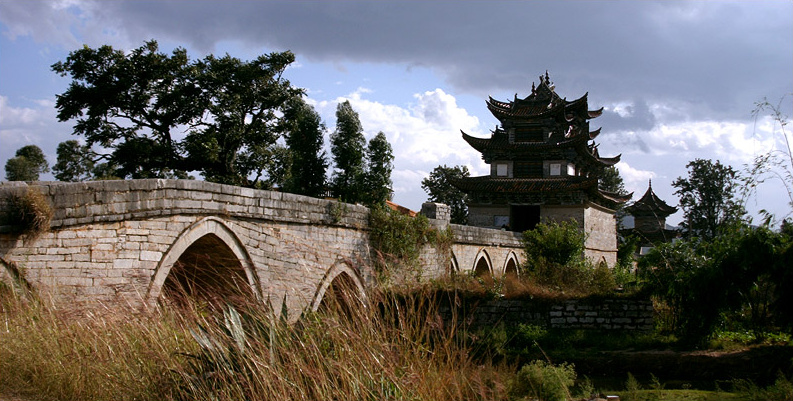
„Siebzehn-Bogen-Brücke“ (pinyin shi qi kong qiao) aus der Ming-Zeit außerhalb der Stadt Jianshui

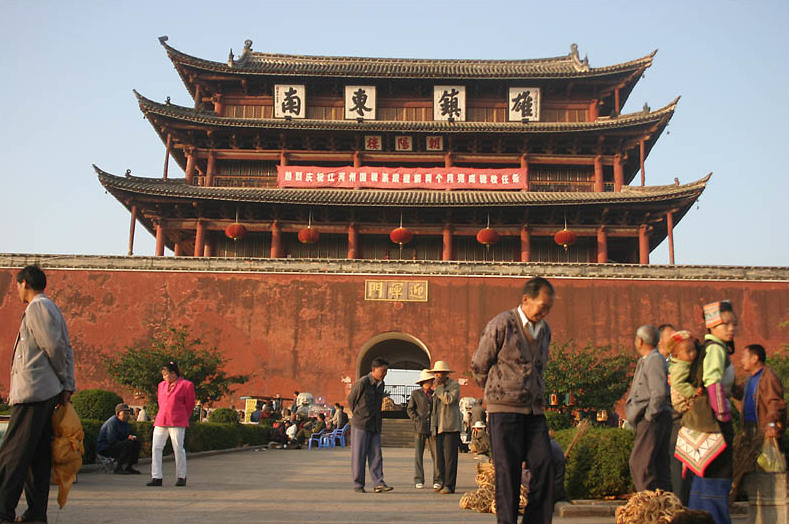
Chao Yang Lou, das alte Stadttor von Jianshui, das heute in der Stadtmitte steht

Der Kreis Jianshui (建水县; Pinyin: Jiànshuǐ Xiàn) ist eine Stadt und der gleichnamige Kreis des Autonomen Bezirks Honghe der Hani und Yi in der chinesischen Provinz Yunnan.
Die Fläche beträgt 3.777 Quadratkilometer und die Einwohnerzahl 534.205 (Stand: Zensus 2020). 1999 zählte Jianshui 485.260 Einwohner.
Die Stätte Nalou zhangguansi shu (纳楼长官司署), der Konfuzianische Tempel von Jianshui (Jianshui wenmiao 建水文庙), die Haupthalle des Zhilin-Tempels (Zhilin si dadian 指林寺大殿), Changyanglou (Chaoyang lou 朝阳楼) und die Shuanglong-Brücke (Shuanglong qiao 双龙桥) stehen auf der Liste der Denkmäler der Volksrepublik China.

## Administrative Gliederung
Auf Gemeindeebene setzt sich der Kreis aus acht Großgemeinden und vier Gemeinden zusammen. Diese sind:
- Großgemeinde Lin’an 临安镇
- Großgemeinde Guanting 官厅镇
- Großgemeinde Xizhuang 西庄镇
- Großgemeinde Qinglong 青龙镇
- Großgemeinde Nanzhuang 南庄镇
- Großgemeinde Chake 岔科镇
- Großgemeinde Qujiang 曲江镇
- Großgemeinde Miandian 面甸镇

- Gemeinde Puxiong 普雄乡
- Gemeinde Potou 坡头乡
- Gemeinde Panjiang 盘江乡
- Gemeinde Mianwei 甸尾乡